# Эли IX (граф Перигора)
Эли IX де Талейран, по другой нумерации — Эли VIII или VII (фр. Hélie IX (VII) de Talleyrand; 1258/62 — 1315) — граф Перигора с 1295 года, виконт де Ломань в 1276—1301 годах. Старший сын Аршамбо III Талейрана, графа Перигорского, и Маргариты Лиможской.

## Биография
Дата рождения — 1258/1262 годы. Наследовал отцу самое раннее в 1295 году.
В 1274 году женился на своей сводной сестре Филиппе де Ломань (ум. между 1286 и 1294), дочери Арно-Одона II, виконта Ломаньского, и Марии Бермон де Сов, вскоре (1276) унаследовавшей виконтства Ломань и Авиллар после смерти своего брата Везиана. В 1286 году она подписала мужу дарственную. Но на Ломань были ещё претенденты из числа родственников умершего виконта. Поэтому в 1301 году Эли IX уступил эти владения французскому королю Филиппу Красивому в обмен на другие земли (которые только в 1320 г. получил его сын Аршамбо).
Овдовев, в 1298 году Эли IX женился на Брюнисенде де Фуа (1270—1324), дочери графа Роже Бернара III де Фуа и Маргариты де Монкада. На брак потребовалось разрешение папы, так как будущие супруги были родственниками в 3 колене.
В марте 1306 года граф предоставил привилегии городу Верлак в диоцезе Тулузы, а в 1302 году утвердил договор, заключенный в 1286 году его отцом с жителями Перигё.

## Семья
В браке с Филиппой де Ломань:
- Маркиза (ум. 1301), эмансипирована в 1294, монахиня в Сен-Клер де Перигё

В браке с Брюнисендой де Фуа:
- Агнеса Перигорская (ум. 11.08.1345). Муж (14.11.1321): Жан Сицилийский, герцог Дураццо (1294—1336)
- Аршамбо IV (ум. 1339), граф Перигора
- Роже-Бернар I (1300—1363), граф Перигора
- Эли де Талейран-Перигор (1301—1364), кардинал
- Фортанье де Перигор (ум. после 1355), рыцарь
- Маргарита (1305—1346), жена Эмери де Лотрека.
- Розамбурга (Арамбурга), жена: 1) (1319) — Жака де Лави (Jacques de Lavie), внучатого племянника папы Иоанна XXII, 2) (ок. 1328) — Пьера II де Грайи, виконта Беножа и Кастильона.
- Жанна, жена Пьера де Бордо, затем — Понса, сеньора де Кастильон.